# Кришна (округ)
Кри́шна (телугу కృష్ణా జిల్లా; хинди कृष्णा ज़िला; англ. Krishna) — округ на востоке индийского штата Андхра-Прадеш. Образован в 1859 году из частей территорий округов Мачилипатнам и Гунтур. Административный центр — город Мачилипатнам. Площадь округа — 8727 км². По данным всеиндийской переписи 2001 года население округа составляло 4 187 841 человек. Уровень грамотности взрослого населения составлял 68,8 %, что выше среднеиндийского уровня (59,5 %). Доля городского населения составляла 32,1 %.